# Собін (Нижньосілезьке воєводство)
Собін (пол. Sobin, нім. Herbersdorf) — село в Польщі, у гміні Польковиці Польковицького повіту Нижньосілезького воєводства.
Населення — 820 осіб (2011).
У 1975-1998 роках село належало до Легницького воєводства.

## Демографія
Демографічна структура станом на 31 березня 2011 року:
|          | Загалом | Допрацездатний вік | Працездатний вік | Постпрацездатний вік |
| -------- | ------- | ------------------ | ---------------- | -------------------- |
| Чоловіки | 396     | 107                | 265              | 24                   |
| Жінки    | 424     | 116                | 250              | 58                   |
| Разом    | 820     | 223                | 515              | 82                   |